# Krumbanevåben
Krumbanevåben er en type våben, hvor projektilets bane er krum.
Krumbanevåben kan således bruges til at beskyde mål, som ikke er i sigtelinje fra skydestilling og mål.

## Krumbanevåben
- Mortér
- Haubits
- Kanon